# Hemimorina pictipennata
Hemimorina pictipennata là một loài bướm đêm trong họ Geometridae.